# Autoba angulifera
Autoba angulifera är en fjärilsart som beskrevs av Moore 1882. Autoba angulifera ingår i släktet Autoba och familjen nattflyn. Inga underarter finns listade i Catalogue of Life.